# Helena Bonham Carter

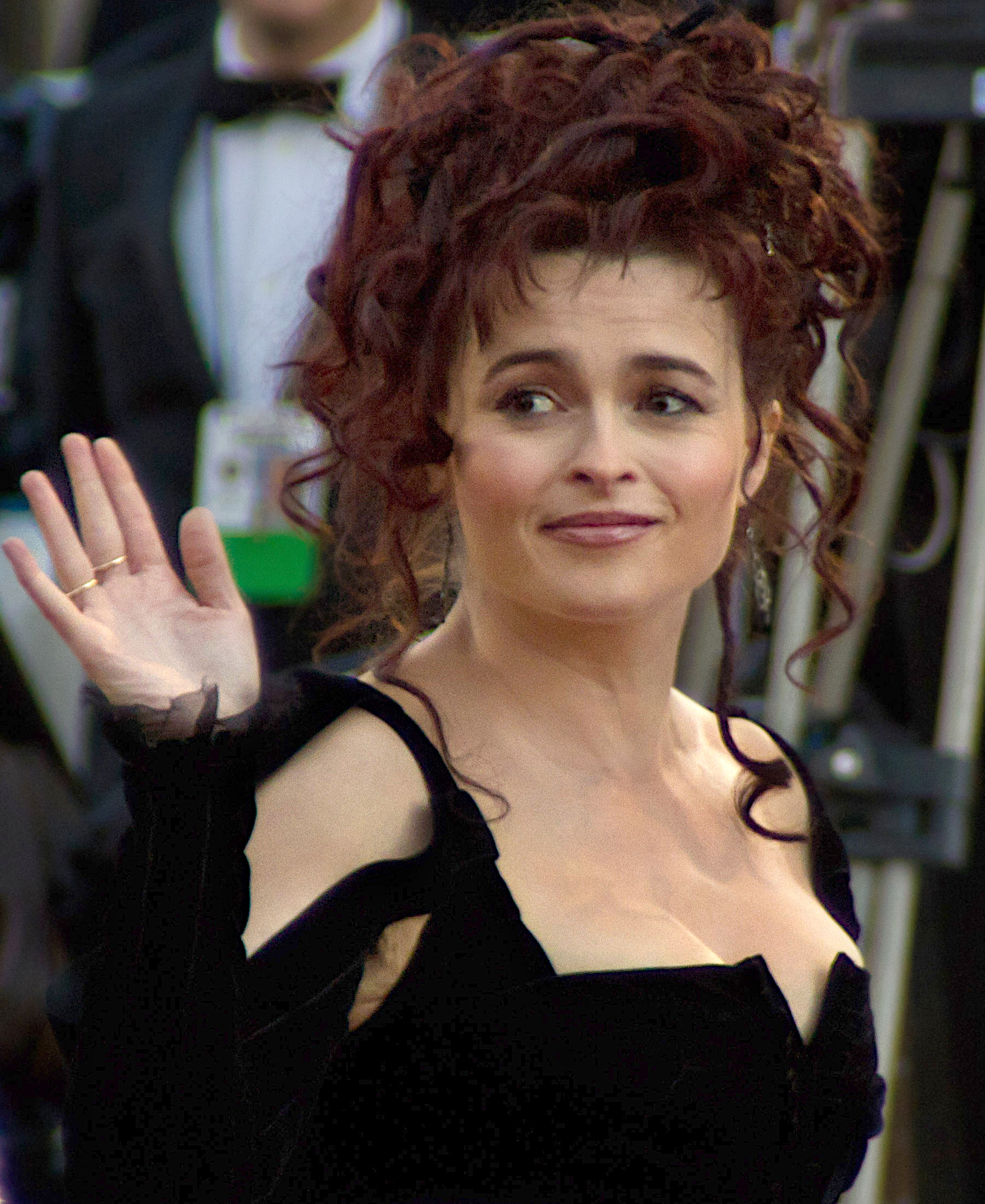
Helena Bonham Carter 2011 bei der 83. Oscarverleihung

Helena Bonham Carter CBE (* 26. Mai 1966 in Golders Green, London) ist eine britische Schauspielerin.
Bonham Carter hatte ihr Filmdebüt in Es geschah am See von K. M. Peyton, bevor sie in ihrer ersten Hauptrolle in Lady Jane zu sehen war. Bekanntheit erlangte sie mit den E.-M.-Forster-Verfilmungen Zimmer mit Aussicht (1985) und Wiedersehen in Howards End (1992). Später spielte sie in Fight Club (1999) und in Die Flügel der Taube (1997), für den sie für den Oscar nominiert wurde. Für ihre Rolle als Queen Elizabeth The Queen Mother in The King’s Speech (2010) gewann sie den BAFTA-Award, und im selben Jahr bekam sie den International Emmy Award für ihre Rolle als Enid Blyton im Fernsehfilm Enid (2009). Sie arbeitete mehrmals mit Tim Burton zusammen, der von 2001 bis 2014 ihr Lebensgefährte war, und wirkte an den letzten vier Harry-Potter-Verfilmungen als Bellatrix Lestrange mit.

## Familiärer Hintergrund
Bonham Carters Mutter Elena (geborene Propper de Callejón) ist Psychotherapeutin. Ihr Vater, Raymond Bonham Carter, war Bankier und vertrat in den 1960er-Jahren die Bank of England beim Internationalen Währungsfonds in Washington, D.C. 
Der Vater stammt aus einer bekannten britischen Politikerfamilie: Er ist der Sohn des englischen Liberalen Sir Maurice Bonham Carter und dessen Frau Violet Bonham Carter. Deren Vater – somit Helena Bonham Carters Urgroßvater – war der britische Premierminister Herbert Henry Asquith (im Amt 1908–1916).
Der Großvater mütterlicherseits, Eduardo Propper de Callejón, war Diplomat. Er und seine Ehefrau Hélène Fould-Springer, Tochter des französischen Bankiers und Barons Eugène Fould-Springer und der österreichischen Industriellentochter Marie Cecile von Springer, sind jüdischer Herkunft. Eine Schwester Fould-Springers und Bonham Carters Großtante war die französische Philanthropin Liliane de Rothschild (1916–2003), Ehefrau von Élie de Rothschild.
Bonham Carter hat zwei Brüder, Edward und Thomas, und ist eine entfernte Cousine von Jane Bonham Carter, des Schauspielkollegen Crispin Bonham-Carter und des britischen Schriftstellers David Pryce-Jones.

## Leben
Bonham Carter wurde in Golders Green, London, geboren. Sie wurde an der South Hampstead High School ausgebildet, einer privaten Mädchenschule in Hampstead, London. Ihre Ausbildung setzte sie später in der Westminster School fort, einer Privatschule nahe dem britischen Parlament. Die Aufnahme am King’s College der University of Cambridge wurde ihr jedoch verweigert, nicht wegen ihrer Leistungen oder Testergebnisse, sondern weil die Schulbehörde befürchtete, sie werde ihr Studium zugunsten ihrer Schauspielkarriere abbrechen. Nach dieser Entscheidung der Universität wandte sie sich vollständig der Schauspielerei zu.
Als Bonham Carter fünf Jahre alt war, erlitt ihre Mutter einen Nervenzusammenbruch, von dem sie sich erst drei Jahre später erholte. Daraufhin entschloss sie sich, Psychotherapeutin zu werden. Sie las Helenas Skripte und brachte ihr die psychologischen Hintergründe ihrer Figuren näher. Fünf Jahre nach der Genesung ihrer Mutter erkrankte ihr Vater an einem Akustikusneurinom, einem gutartigen Tumor des Nervus vestibulocochlearis. Infolge der operativen Entfernung des Tumors erlitt er im Alter von 50 Jahren einen Schlaganfall, der ihn halbseitig lähmte. Zusammen mit ihren Brüdern half Bonham Carter der Mutter, die daraus entstandene Lebensumstellung zu bewältigen. Für den Film Vom Fliegen und anderen Träumen studierte sie die Bewegungen und Angewohnheiten ihres Vaters.
Von 2001 bis 2014 war Bonham Carter mit Tim Burton liiert, den sie während der Dreharbeiten zu Planet der Affen kennengelernt hatte. Mit ihm hat sie zwei gemeinsame Kinder, deren Patenonkel Johnny Depp, ein langjähriger Freund von Tim Burton, ist.

## Karriere

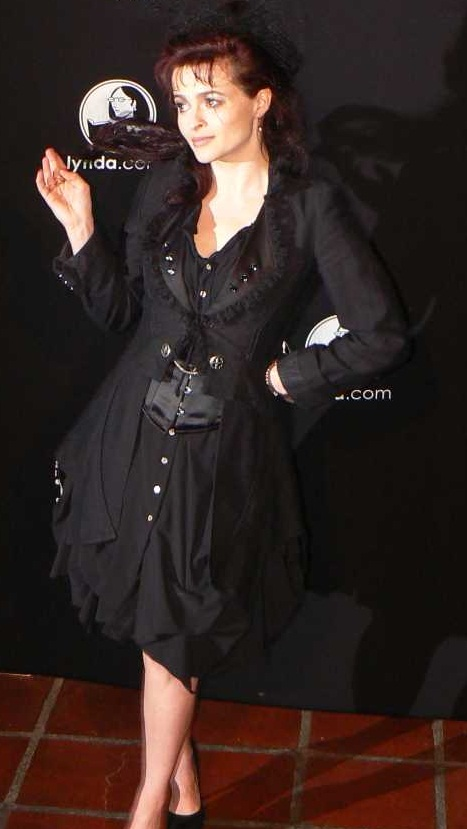
Bonham Carter ebenfalls im Jahr 2011

Bonham Carter gewann 1979 einen nationalen Schreibwettbewerb und kaufte sich mit dem Preisgeld in die Schauspielschule „Spotlight“ ein. Ihr professionelles Schauspieldebüt hatte sie mit 16 Jahren in einem Fernsehwerbespot. Im Anschluss bekam sie eine Rolle in dem Fernsehfilm Es geschah am See. Ihre erste Hauptrolle hatte sie in Lady Jane, die von den Kritikern unterschiedlich bewertet wurde. Ihren Durchbruch feierte sie als Lucy Honeychurch in Zimmer mit Aussicht, der zwar nach Lady Jane verfilmt, aber vor diesem veröffentlicht wurde.
Sie trat 1987 in zwei Episoden von Miami Vice als Don Johnsons Liebe Theresa in Erscheinung. Sie sprach auch für die Rolle der Nancy Spungen in Sid und Nancy vor, die Rolle bekam allerdings Chloe Webb. Die Rolle als Bess McNeill in Breaking the Waves  bekam mit Emily Watson ebenfalls eine andere Schauspielerin zugesprochen, die für ihre Leistung für den Oscar nominiert wurde.
Nach ihren frühen Filmen wurde Bonham Carter auf einen bestimmten Typ festgelegt. Sie galt als „Königin des Korsetts“ und zarte „englische Rose“, da sie hauptsächlich Figuren des frühen 20. Jahrhunderts (insbesondere in Merchant-Ivory-Filmen) spielte. Sie konnte sich aber später auch in anderen Rollen behaupten und sich mit Rollen in Filmen wie Fight Club, Wallace & Gromit: Auf der Jagd nach dem Riesenkaninchen und Tim Burtons Charlie und die Schokoladenfabrik, Corpse Bride – Hochzeit mit einer Leiche und Big Fish als vielseitige Schauspielerin etablieren.
Sie spricht fließend Französisch und hatte eine Hauptrolle in dem französischen Film Portraits Chinois (1996). Im August 2001 wurde sie für die Zeitschrift Maxim fotografiert. Sie spielte die Königin Anne Boleyn für die ITV1-Mini-Serie Henry VIII. Ihr Part wurde aber eingeschränkt, da sie während der Dreharbeiten mit ihrem ersten Kind schwanger wurde.
Bonham Carter war 2006 Jury-Mitglied in Cannes, als dort The Wind That Shakes the Barley als bester Film ausgezeichnet wurde.
Sie spielte die Rolle der Bellatrix Lestrange in den Filmen Harry Potter und der Orden des Phönix (2007), Harry Potter und der Halbblutprinz (2009), Harry Potter und die Heiligtümer des Todes Teil 1 (2010) sowie Teil 2 (2011). Darüber hinaus spielte sie unter der Regie von Tim Burton Sweeney Todds verliebte Komplizin Mrs. Lovett in der Filmadaption von Stephen Sondheims Broadway-Musical Sweeney Todd, das neun Tony Awards gewann. Für ihre Darbietung erhielt Carter eine Golden-Globe-Nominierung als beste Schauspielerin einer Komödie/eines Musicals.
Bonham Carter gewann dann den Evening Standard British Film Award für ihre Verkörperung der Mrs. Lovett und für den Film Conversations with Other Women. 2009 erhielt sie als beste Schauspielerin den Empire Award.
Im Mai 2006 gründete sie mit der Bademoden-Designerin Samantha Sage ihre eigene Modelinie „The Pantaloonies“. Ihre erste Kollektion nannte sich „Bloomin' Bloomers“, sie bietet eine Auswahl an Jacken, Obershirts, Mützen und Pluderhosen im viktorianischen Stil.

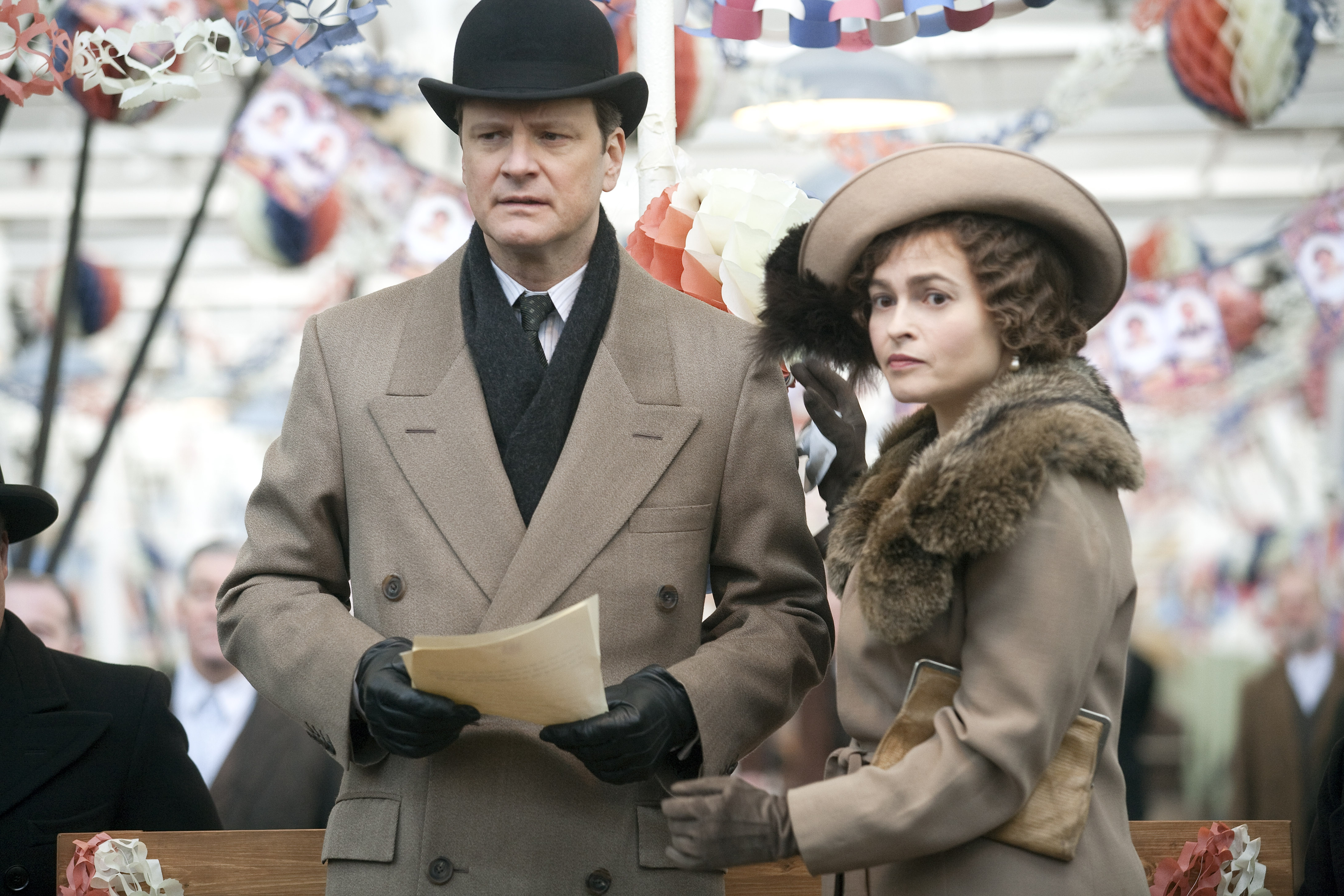
Bonham Carter 2009 mit Colin Firth bei den Dreharbeiten zu The King’s Speech

Im Frühjahr 2009 wurde Bonham Carter in der Zeitung The Times zu den zehn besten britischen Schauspielerinnen aller Zeiten gezählt, neben Julie Andrews, Helen Mirren, Judi Dench und Audrey Hepburn. Bonham Carter spielte 2009 die Autorin Enid Blyton in einer BBC-Four-Fernsehbiografie – die erste Darstellung von Blytons Leben auf dem Bildschirm.
Im Frühjahr 2010 war sie im deutschen Kino in der Rolle der Roten Königin in dem Film Alice im Wunderland zu sehen. Ihre Darstellung von Elizabeth Bowes-Lyon, der Ehefrau von Georg VI., in dem Drama The King’s Speech (2010) brachte ihr 2011 ihren ersten BAFTA Award sowie jeweils als beste Nebendarstellerin erneut Oscar- und Golden-Globe-Nominierungen ein.
Helena Bonham Carter wurde bisher hauptsächlich von Melanie Pukaß synchronisiert, aber auch von Susanna Bonasewicz, Diana Borgwardt, Sandra Schwittau, Vera Teltz, Elisabeth Günther und Anja Rybiczka.
Im Juni wurde sie von Marc Jacobs für die Herbst-/Winterkampagne 2011 als Model gebucht.
2012 stand sie als makabere Wirtsfrau Madame Thénardier in der Verfilmung des Musical-Welterfolgs Les Misérables vor der Kamera. Die Rolle des Monsieur Thénardier spielte Sacha Baron Cohen. Außerdem spielte sie in dem Drama Große Erwartungen von Charles Dickens die Rolle der rachsüchtigen Miss Havisham.
In der dritten und vierten Staffel der britischen Netflix-Fernsehserie The Crown verkörpert sie Prinzessin Margaret, die Schwester von Königin Elisabeth II.

## Filmografie
- 1983: Es geschah am See (A Pattern of Roses) (Fernsehfilm)
- 1985: Zimmer mit Aussicht (A Room with a View)
- 1986: Lady Jane – Königin für neun Tage (Lady Jane)
- 1987: Miami Vice (Fernsehserie, 2 Folgen)
- 1987: The Vision (Fernsehfilm)
- 1987: Maurice
- 1987: Wagnis der Liebe (A Hazard of Hearts)
- 1988: The Mask
- 1988: Six Minutes with Ludwig
- 1989: Das verflixte erste Mal (Getting It Right)
- 1989: Franziskus (Francesco)
- 1989: Helden (Arms and the Man, Fernsehfilm)
- 1990: Hamlet (Hamlet)
- 1990: The Early Life of Beatrix Potter
- 1991: Engel und Narren (Where Angels Fear to Tread)
- 1991: Brown Bear’s Wedding
- 1991: Jackanory
- 1992: Wiedersehen in Howards End (Howard’s End)
- 1993: Dancing Queen
- 1994: Mary Shelley’s Frankenstein
- 1994: Fatal Deception: Mrs. Lee Harvey Oswald (Fernsehfilm)
- 1994: A Dark-Adapted Eye (Fernsehfilm)
- 1994: Butter (Fernsehfilm)
- 1995: Geliebte Aphrodite (Mighty Aphrodite)
- 1995: Das Ende aller Träume (Margaret’s Museum)
- 1995: Jeremy Hardy Gives Good Sex (Stimme)
- 1996: Was ihr wollt (Twelfth Night: Or What You Will)
- 1996: Portraits Chinois
- 1997: The Petticoat Expeditions (Stimme)
- 1997: Die Wonnen der Aspidistra (Keep the Aspidistra Flying)
- 1997: Wings of the Dove – Die Flügel der Taube (The Wings of the Dove)
- 1997: Hering auf der Hose (The Revenger’s Comedies/Sweet Revenge, Fernsehfilm)
- 1998: Vom Fliegen und anderen Träumen (The Theory of Flight)
- 1998: Merlin (Fernsehfilm)
- 1999: Fight Club
- 1999: Women Talking Dirty
- 1999: The Nearly Complete and Utter History of Everything (Fernsehfilm)
- 2000: Carnivale (Stimme)
- 2001: Planet der Affen (Planet of the Apes)
- 2001: Novocaine – Zahn um Zahn (Novocaine)
- 2001: Football
- 2002: The Heart of Me
- 2002: Till Human Voices Wake Us
- 2002: Live aus Bagdad (Live from Baghdad)
- 2003: Henry VIII (Fernsehfilm)
- 2003: Big Fish (Big Fish)
- 2005: Charlie und die Schokoladenfabrik (Charlie and the Chocolate Factory)
- 2005: Corpse Bride – Hochzeit mit einer Leiche (Stimme)
- 2005: Wallace & Gromit – Auf der Jagd nach dem Riesenkaninchen (Stimme)
- 2005: Magnificent 7 (Fernsehfilm)
- 2005: Conversation(s) With Other Women
- 2006: Sixty Six
- 2007: Harry Potter und der Orden des Phönix (Harry Potter and the Order of the Phoenix)
- 2007: Sweeney Todd – Der teuflische Barbier aus der Fleet Street (Sweeney Todd: The Demon Barber of Fleet Street)
- 2009: Terminator: Die Erlösung (Terminator Salvation)
- 2009: Harry Potter und der Halbblutprinz (Harry Potter and the Halfblood-Prince)
- 2009: Enid (Fernsehfilm)
- 2009: Der Grüffelo (The Gruffalo, Fernsehfilm, Stimme)
- 2010: Alice im Wunderland (Alice in Wonderland)
- 2010: Harry Potter und die Heiligtümer des Todes – Teil 1 (Harry Potter and the Deathly Hallows: Part 1)
- 2010: Toast
- 2010: The King’s Speech
- 2011: Das Grüffelokind (The Gruffalo’s Child)
- 2011: Harry Potter und die Heiligtümer des Todes – Teil 2 (Harry Potter and the Deathly Hallows: Part 2)
- 2012: Dark Shadows
- 2012: Les Misérables
- 2012: Große Erwartungen (Great Expectations)
- 2013: Lone Ranger (The Lone Ranger)
- 2013: Burton & Taylor (Fernsehfilm)
- 2013: Die Karte meiner Träume (The Young and Prodigious T.S. Spivet)
- 2014: Die Verschwörung – Tödliche Geschäfte (Turks & Caicos) (Fernsehfilm)
- 2014: Die Verschwörung – Gnadenlose Jagd (Salting the Battlefield) (Fernsehfilm)
- 2015: Cinderella
- 2015: Suffragette – Taten statt Worte (Suffragette)
- 2016: Alice im Wunderland: Hinter den Spiegeln (Alice Through the Looking Glass)
- 2017: Love, Nina (Miniserie)
- 2017: Eleanor & Colette (55 Steps)
- 2018: Sgt. Stubby: An American Hero (Stimme)
- 2018: Ocean’s 8
- 2019: Der dunkle Kristall: Ära des Widerstands (The Dark Crystal: Age of Resistance, Fernsehserie, 4 Folgen)
- 2019–2020: The Crown (Fernsehserie, 17 Folgen)
- 2020: Enola Holmes
- 2022: Harry Potter 20th Anniversary: Return to Hogwarts (Fernsehspecial)
- 2022: The House (Stimme)
- 2022: Enola Holmes 2
- 2023: One Life
- 2023: Nolly (Miniserie, 3 Episoden)

## Auszeichnungen und Nominierungen (Auszug)
- British Academy Film Award

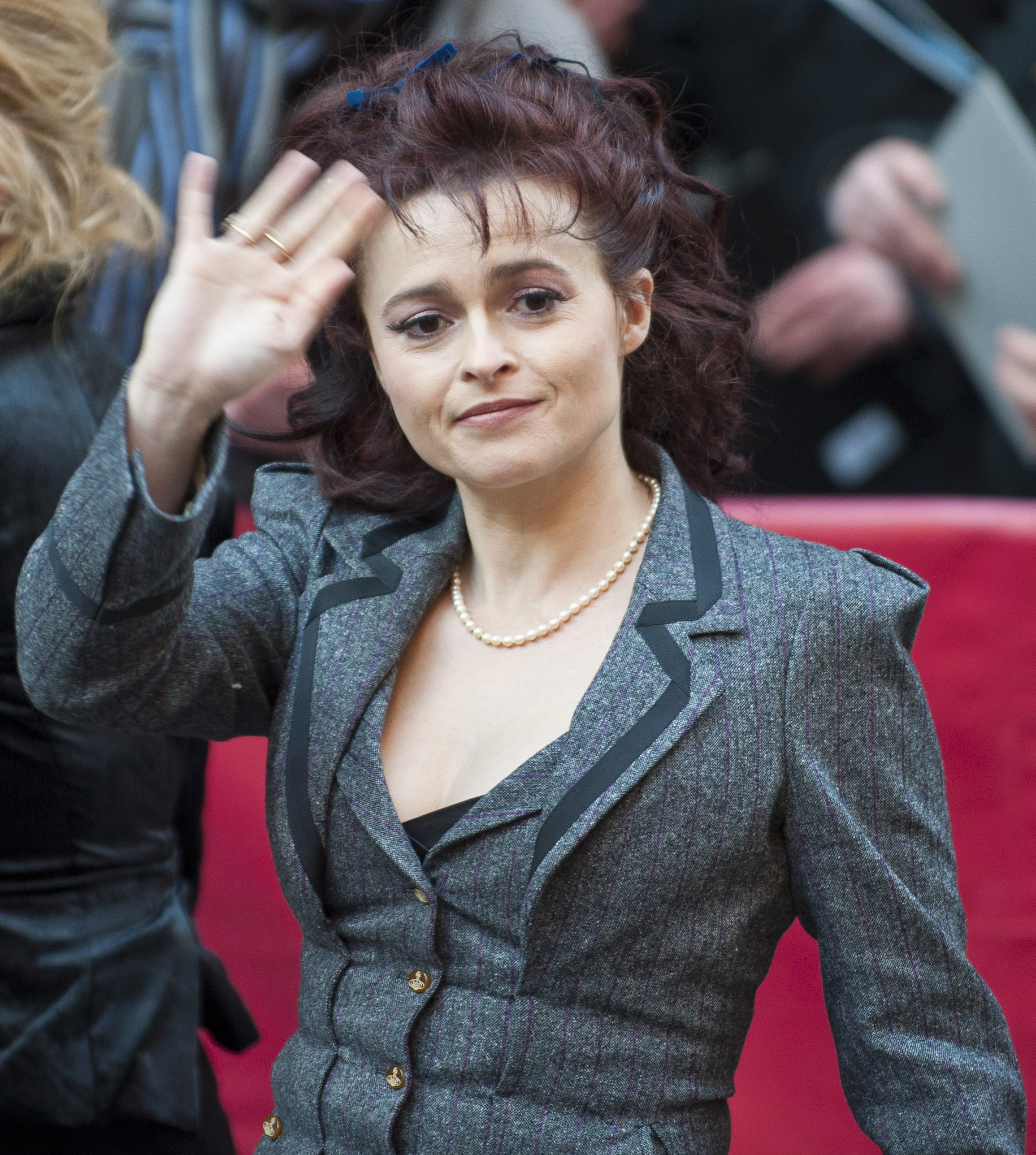
Bonham Carter 2011 auf der Berlinale

  - 1992: Nominiert als Beste Nebendarstellerin für Wiedersehen in Howards End
  - 1997: Nominiert als Beste Hauptdarstellerin für Wings of the Dove – Die Flügel der Taube
  - 2010: Beste Nebendarstellerin für The King’s Speech

- British Academy Television Award
  - 2009: Nominiert als Beste Hauptdarstellerin für Enid
  - 2024: Nominiert als Beste Hauptdarstellerin für Nolly

- Oscar (Academy Award)
  - 1997: Nominiert als Beste Hauptdarstellerin für Wings of the Dove – Die Flügel der Taube
  - 2011: Nominiert als Beste Nebendarstellerin für The King’s Speech

- Golden Globe Award
  - 1994: Nominiert als Beste Hauptdarstellerin für Fatal Deception: Mrs. Lee Harvey Oswald
  - 1997: Nominiert als Beste Hauptdarstellerin für Wings of the Dove – Die Flügel der Taube
  - 1998: Nominiert als Beste Nebendarstellerin für Merlin
  - 2002: Nominiert als Beste Hauptdarstellerin für Live aus Bagdad
  - 2007: Nominiert als Beste Hauptdarstellerin für Sweeney Todd – Der teuflische Barbier aus der Fleet Street
  - 2011: Nominiert als Beste Nebendarstellerin für The King’s Speech
  - 2013: Nominiert als Beste Hauptdarstellerin für Burton and Taylor
  - 2020: Nominiert als Beste Nebendarstellerin – Serie, Miniserie oder Fernsehfilm für The Crown
  - 2021: Nominiert als Beste Nebendarstellerin – Serie, Miniserie oder Fernsehfilm für The Crown

- Emmy Award
  - 1998: Nominiert als Beste Nebendarstellerin für Merlin
  - 2002: Nominiert als Beste Hauptdarstellerin für Live aus Bagdad
  - 2014: Nominiert als Beste Hauptdarstellerin in einer Miniserie oder einem Fernsehfilm für Burton and Taylor

- International Emmy Award
  - 2010: Beste Hauptdarstellerin für Enid

- Satellite Award
  - 1997: Nominiert als Beste Hauptdarstellerin für Wings of the Dove – Die Flügel der Taube
  - 1998: Nominiert als Beste Hauptdarstellerin für Vom Fliegen und anderen Träumen
  - 2013: Nominiert als Beste Hauptdarstellerin für Burton and Taylor

- Scream Award
  - 2007: Nominiert als Beste Schauspielerische Leistung (weiblich) für Harry Potter und der Orden des Phönix
  - 2007: Nominiert als Beste Hauptdarstellerin für Sweeney Todd – Der teuflische Barbier aus der Fleet Street
  - 2009: Nominiert als Bester Bösewicht für Harry Potter und der Halbblutprinz
  - 2009: Nominiert als Bester Cameo-Auftritt für Terminator: Die Erlösung

- Empire Award
  - 1999: Beste britische Schauspielerin für Fight Club
  - 2001: Nominiert als Beste britische Schauspielerin für Planet der Affen
  - 2007: Beste Hauptdarstellerin für Sweeney Todd – Der teuflische Barbier aus der Fleet Street
  - 2010: Nominiert als Beste Hauptdarstellerin für The King’s Speech

- Saturn Award
  - 1994: Nominiert als Beste Hauptdarstellerin für Mary Shelley’s Frankenstein
  - 2001: Nominiert als Beste Nebendarstellerin für Planet der Affen
  - 2007: Nominiert als Beste Hauptdarstellerin für Sweeney Todd – Der teuflische Barbier aus der Fleet Street

- Genie Award
  - 1995: Beste Hauptdarstellerin für Das Ende aller Träume

- Chlotrudis Award
  - 1998: Beste Hauptdarstellerin für Das Ende aller Träume und Wings of the Dove – Die Flügel der Taube

- Screen Actors Guild Award
  - 1997: Nominiert als Beste Hauptdarstellerin für Wings of the Dove – Die Flügel der Taube
  - 2010: Nominiert als Beste Nebendarstellerin für The King’s Speech
  - 2013: Nominiert als Beste Hauptdarstellerin für Burton and Taylor

- Sonstige
  - 2011: Commander of the Order of the British Empire[3]